# Macizo Ibérico
El Macizo Ibérico, también conocido como Macizo Hespérico, Macizo Hercínico o Macizo Herciniano, es el núcleo premesozoico de la península ibérica. Comprende todos los materiales precámbricos y paleozoicos de la mitad occidental, limitados por el mar Cantábrico al norte, el océano Atlántico al oeste, la cuenca cenozoica del Guadalquivir al sur y cubierto por sedimentos mesozoicos y cenozoicos al este. 
Toda la zona fue afectada por la orogenia varisca, formada por el choque entre Laurrusia y Gondwana en la formación de Pangea entre finales del Devónico y mediados del Carbonífero. Este proceso reunió además algunos fragmentos litosféricos que hoy forman parte del Macizo. La orogenia afectó a las rocas y sedimentos previos con plegamientos, deformaciones tectónicas y con la fusión de rocas e intrusión de abundantes masas ígneas. 

Estructuras geológicas europeas de la orogenia varisca en el Pérmico. Destaca la fuerte curvatura del Arco Ibero-Armoricano, así como las posiciones de la futura península ibérica y de las futuras islas de Córcega y Cerdeña respecto al resto de lo que hoy es Europa.

El orógeno varisco presenta en esta región una fuerte curvatura centrada en Asturias, formando el denominado Arco Ibero-Armoricano, también conocido como Arco Astúrico o Rodilla Asturiana, que se continúa en el Macizo Armoricano francés, hoy separado de la rama ibérica por la apertura mesozoico-cenozoica del golfo de Vizcaya, que escindió la placa ibérica de la europea y la desplazó hacia el sureste con un giro levógiro.
Desde finales del Carbonífero comienza la erosión de la cadena varisca, que se desmantela formándose una penillanura sobre la que se depositarán sedimentos, sobre todo en su margen oriental, a partir del Triásico. Tras la ruptura de Pangea, con la apertura del océano Atlántico y el Tetis, se independiza el Macizo Ibérico constituyendo la masa continental principal de la Placa Ibérica, núcleo a su vez de la actual península ibérica. 
La tectónica alpina, durante el Cenozoico, produjo los actuales relieves del Macizo Ibérico.

## Zonación del Macizo Ibérico
El Macizo Ibérico fue dividido por Lotze en 1945 en seis grandes zonas, según las características estratigráficas, estructurales, metamórficas y magmáticas, división que, con algunas variaciones significativas, se sigue usando en la actualidad; de norte a sur se diferencian: Zona Cantábrica, Zona Asturoccidental-Leonesa, Zona Centroibérica, Zona de Galicia Trás-os-Montes, Zona de Ossa-Morena y Zona Sudportuguesa. Esta zonación responde a su posición en el antiguo orógeno: así las zonas Cantábrica y Sudportuguesa son las más externas, con sedimentos formados durante la orogénesis (sinorogénicos) y pliegues y cabalgamientos vergentes (inclinados) hacia el exterior de la cadena, mientras que el resto de zonas corresponden a las regiones internas, con importante deformación, metamorfismo y magmatismo.
Algunos autores han propuesto la Zona Lusitano-Mariánica, una séptima zona segregada de la Zona de Ossa-Morena, diferenciada por criterios estratigráficos y paleogeográficos de las dos zonas adyacentes. Correspondería al sector norte de la Zona de Ossa-Morena , una franja paralela al límite actual, limitada al norte por el batolito de Los Pedroches y al sur por la falla de Malcocinado.

### Zona Cantábrica
Es una zona externa del orógeno varisco y se encuentra en el núcleo del Arco Ibero-Armoricano. Las estructuras variscas principales son mantos de cabalgamiento y pliegues asociados, característicos de una tectónica de piel fina. Su límite oeste, con la Zona Asturoccidental-Leonesa, está definido por el Cabalgamiento de La Espina, dentro del Antiforme del Narcea, con rocas precámbricas. Los otros límites de la unidad están condicionados por estructuras alpinas, como la costa del mar Cantábrico, la cobertera mesozoico-cenozoica o la Cuenca cenozoica del Duero. La Zona Cantábrica está dividida en unidades: Unidad de Somiedo-Correcilla, Unidad de Esla-Valsurbio, Unidad de la Sobia-Bodón y Unidad de Arnao, que en conjunto componen la denominada Región de Pliegues y Mantos, Unidad de la Cuenca Carbonífera Central, Unidad del Ponga, Unidad de Picos de Europa y Unidad del Pisuerga-Carrión.
Las rocas que afloran en esta unidad corresponden a sedimentos anteriores y simultáneos a la orogenia varisca. Entre los preorogénicos se encuentran pizarras y cuarcitas neoproterozoicas en el Antiforme del Narcea. Discordantes sobre estas y en facies marinas, están representados todos los periodos geológicos paleozoicos del Cámbrico al Carbonífero, sobre todo al oeste de la zona, con pizarras, cuarcitas y algunas facies carbonáticas. Los depósitos sinorogénicos, del Carbonífero, son principalmente sedimentos clásticos de relleno de las cuencas intramontanas frontales de los cabalgamientos mayores, sedimentos siliciclásticos litorales y marinos con importantes capas de carbón (como en la Unidad de la Cuenca Carbonífera Central) y, finalmente, rocas carbonáticas marinas (como en la Unidad de Picos de Europa). En algunas localidades y discordantes sobre los anteriores hay sedimentos carboníferos de las últimas fases de la orogenia.
En esta zona también se manifiesta algún fenómeno magmático, en forma de pequeños plutones y diques asociados a estructuras distensivas del final de la orogenia varisca.

### Zona Asturoccidental-Leonesa
Se extiende en una franja curvada, de cerca de 100 km de anchura, que sigue el Arco Ibero-Armoricano. Sus límites, salvo al suroeste, son netos: al este por el Cabalgamiento de La Espina, al oeste por la falla de Vivero, al norte se pierde en el mar Cantábrico y al sur bajo los sedimentos de la cuenca cenozoica del Duero. Se ha identificado también esta zona en los núcleos aflorantes del basamento de la sierra de la Demanda y la cordillera Ibérica.
Esta zona se distingue por un gran espesor de sedimentos cámbricos y ordovícicos (más de 11 000 metros) y por su naturaleza principalmente siliciclástica (pizarras y areniscas con algunos niveles volcánicos y vulcanoclásticos y de calizas) y más homogénea que los de la Zona Cantábrica. Están representados materiales desde el Cámbrico hasta principios del Devónico, producidos en un ambiente marino somero de margen pasivo, en régimen extensional, algo más profundo hacia el oeste. Basándose en las diferencias estratigráficas se han definido dos dominios para esta zona: el Dominio del Navia y Alto Sil y el Dominio del Manto de Mondoñedo.
Estructuralmente se caracteriza por pliegues vergentes al este, más tumbados y apretados hacia el oeste, cortados por cabalgamientos vergentes en el mismo sentido y un posterior plegamiento con ejes verticales. Presenta metamorfismo bajo a medio, más intenso hacia el oeste, hacia las zonas internas del orógeno y una fuerte deformación y foliación tectónica visible en casi todas las rocas.
En la zona hay diversos plutones graníticos emplazados en diversas fases de la Orogenia varisca y a diferentes profundidades corticales, casi todos restringidos a dos zonas de la parte occidental, los domos de Lugo y Boal-Los Ancares. Los más tardíos son bastante superficiales, presentan una sección de circular a elíptica y se han relacionado con fallas extensionales.

### Zona Centroibérica
Es la más ancha y extensa del Macizo Ibérico, corresponde a las zonas centrales del orógeno varisco, y presenta una importante cantidad de batolitos graníticos. Está limitada al norte por la falla de Vivero y al sur por la Unidad Central de la Banda de cizalla de Badajoz-Córdoba. En el norte de esta zona se encuentran cabalgando sobre ella las unidades que componen la Zona de Galicia Trás-os-Montes.
Estratigráficamente destaca por el carácter transgresivo de las cuarcitas del Ordovícico Inferior, por el predominio de los materiales preordovícicos y por presentar materiales ordovícicos y silúricos muy uniformes en casi toda la zona. Basándose en la estratigrafía de las rocas preordovícicas se han diferenciado dos dominios: el Dominio del Ollo de sapo, en el norte, y el Dominio del Complejo Esquisto-grauváquico, que corresponde a la mayor parte de la zona.
El magmatismo de la orogenia varisca está muy desarrollado en la zona, con granitos autóctonos por fusión in situ de los materiales preorogénicos (anatexia) y con plutones graníticos tardiorogénicos. No presentan las características petrológicas de los granitos formados en zonas de subducción.

### Zona de Galicia-Trás-os-Montes
Se encuentra en el noroeste del Macizo Ibérico. No es una zona como el resto, sino que corresponde a un conjunto complejo de láminas alóctonas cabalgantes sobre la Zona Centroibérica, sobre la que se extiende unos 300 km. La composición muestra terrenos de procedencia variada, como fragmentos de corteza oceánica (ofiolitas) y de un arco volcánico.
La zona está dividida a su vez en dos dominios muy diferentes, que se deben a dos conjuntos cabalgantes superpuestos, independientes en origen. El inferior es el Dominio Esquistoso y el superior el Dominio de Complejos Alóctonos.
Los materiales paleozoicos del dominio inferior, sedimentos siliciclásticos y metavulcanitas, tienen ciertas similitudes con los de la Zona Centroibérica,  aunque no son idénticos, por lo que se supone que se formaron en el mismo margen continental de Gondwana que aquellos, pero en posiciones más alejadas del continente. Por el contrario, el dominio de los Complejos Alóctonos está compuesto por el apilamiento e imbricación de materiales muy diferentes entre sí y del resto de zonas del Macizo Ibérico. En este dominio aparecen materiales ofiolíticos de corteza oceánica en varias unidades de los complejos de Órdenes y de Cabo Ortegal y materiales mezclados de procedencia continental y de posibles arcos isla, que en conjunto indican una sutura de cierre oceánico, el océano Rhéico: durante este proceso, los fragmentos de la corteza oceánica y zonas con corteza engrosada (microcontinentes, terrenos, arcos isla, etc.) que no se han podido subducir se van apilando contra el margen (acreción). La procedencia de estos elementos exóticos es incierta, pero podrían provenir de puntos muy alejados.

### Zona de Ossa-Morena
Están representadas rocas del Precámbrico y todo el Paleozoico hasta el Carbonífero, caracterizadas por un metamorfismo entre bajo y muy bajo, con excepciones en algunas zonas, en que es de alto grado. Es general la foliación tectónica de las rocas, relacionada con las fases de metamorfismo. La zona se caracteriza por pliegues tumbados con vergencia al suroeste y cabalgamientos con desplazamiento también al suroeste. Hay abundantes intrusiones graníticas precámbricas, cámbricas y carboníferas, tanto simultáneas como posteriores a la deformación varisca.
Los límites de la zona están marcados por rocas de afinidad oceánica (ofiolitas): al noreste por la Zona de Cizalla de Badajoz-Córdoba y al sureste por las anfibolitas de Beja-Acebuches, que indican el cierre de zonas oceánicas y la sutura de bloques continentales.
El conjunto de la zona se interpreta como un bloque continental fusionado durante la orogenia varisca con los bloques adyacentes de la Zona Centroibérica y la Zona Sudportuguesa. La primera y más intensa fase de colisión es devónica, seguida por una etapa distensiva con magmatismo abundante en el Carbonífero Inferior y otra final compresiva en el Cabonífero Superior, en la que culmina la colisión entre bloques, con pliegues verticales y fallas de desgarre.

### Zona Sudportuguesa
Corresponde a una región externa del orógeno varisco, con depósitos marinos del Devónico Medio al Carbonífero, metamorfismo de bajo grado, foliación tectónica general y abundante magmatismo. Su límite con la Zona de Ossa-Morena presenta ofiolitas, que atestiguan un cierre oceánico y sutura de bloques.
Atendiendo a la estratigrafía se distinguen tres dominios: Dominio septentrional o Pulo do Lobo, Dominio central o Faja Pirítica Ibérica y Dominio meridional o Suroeste Portugués. También se distingue una cuenca postorogénica de menor entidad, la cuenca pérmica del Viar, rellena por sedimentos continentales y materiales volcánicos.
La Faja o Franja Pirítica destaca por contener la mayor acumulación mundial de sulfuros metálicos masivos, de enorme importancia económica (minas de São Domingos, Neves Corvo, Tharsis, Río Tinto o Aznalcollar). Se formaron durante el Carbonífero Inferior, en un momento extensional de la cuenca previo a la colisión varisca.